# سيمون ويليس
سيمون ويليس (19 مارس 1974 في المملكة المتحدة - ) (بالإنجليزية: Simon Willis)‏ هو لاعب كريكت بريطاني. لعب مع Kent County Cricket Club ‏.

## وصلات خارجية
- سيمون ويليس على موقع إي آس بي آن كريك إنفو (الإنجليزية)